# Reiner Holznagel

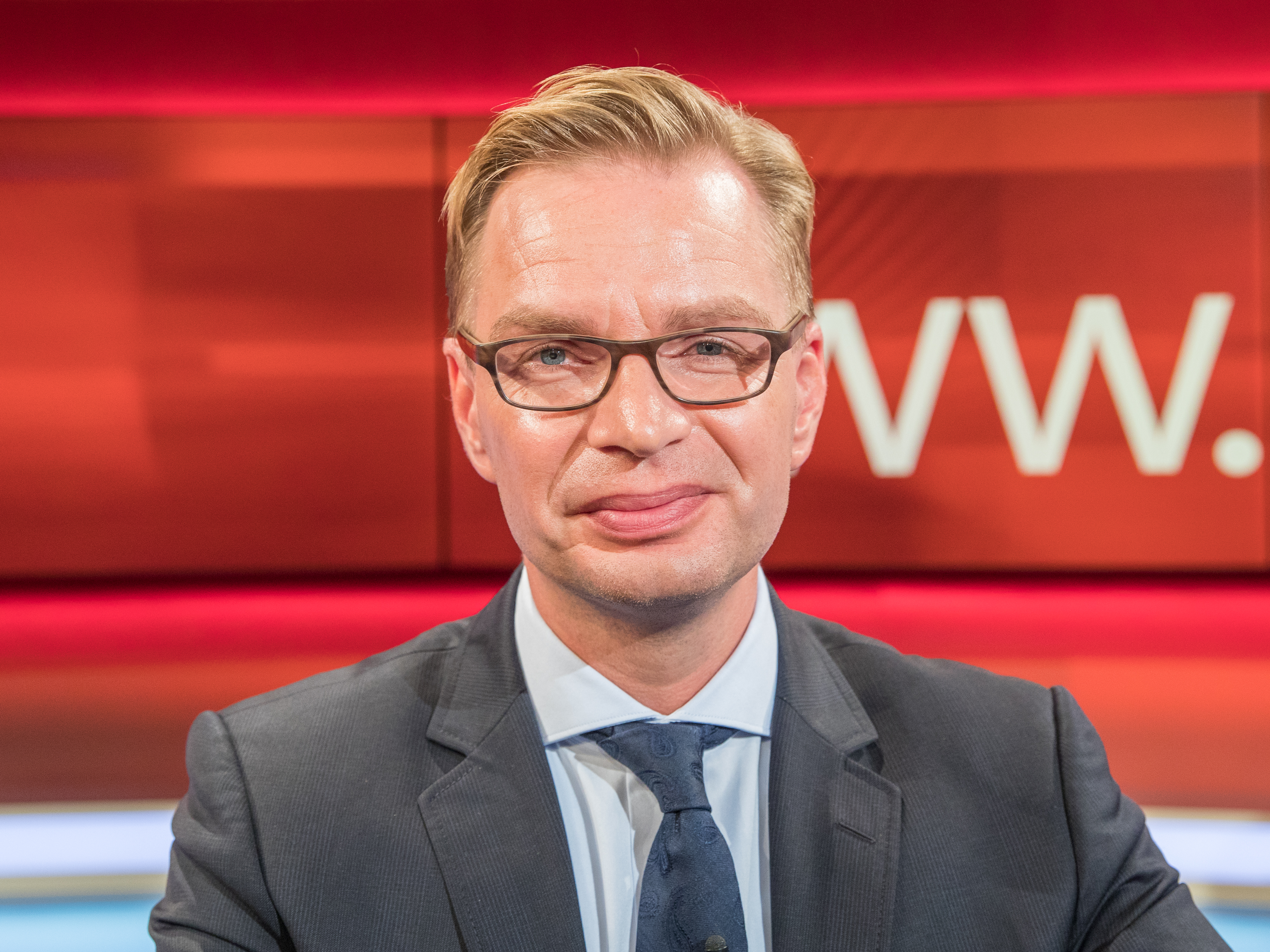
Reiner Holznagel, 2018

Reiner Holznagel (* 14. Juni 1976 in Pasewalk) ist seit 2012 Präsident des Vereins Bund der Steuerzahler Deutschland.

## Leben
Reiner Holznagel wurde als Sohn der Tierärztin und späteren CDU-Landtagsabgeordneten Renate Holznagel und Karl-Heinz Holznagel geboren. Er besuchte die Schule in Loitz, machte dort 1995 Abitur und danach Zivildienst in einer Kinderfachklinik auf der nordfriesischen Insel Amrum. 1997 bis 2001 studierte er Politikwissenschaft, Öffentliches Recht und Psychologie an der Universität Kiel mit Studienaufenthalten in Coventry und Brüssel sowie einem Praktikum beim Verfassungsschutz in Schwerin. Sein Studium beendete er mit dem Magister artium. In seiner Magisterarbeit untersuchte er das Jugendpotenzial rechtsextremer Parteien in Mecklenburg-Vorpommern.
Anschließend war er von 2001 bis 2003 Referent für Politik und Öffentlichkeitsarbeit bei der CDU Mecklenburg-Vorpommern. Dann wechselte er als geschäftsführendes Vorstandsmitglied zum Landesverband Mecklenburg-Vorpommern des Bundes der Steuerzahler (2003–2005). 2006 wurde er Vizepräsident des Gesamtverbandes und geschäftsführender Vorstand mit dem Schwerpunkt Presse- und Öffentlichkeitsarbeit. Nachdem Karl Heinz Däke aus Altersgründen nicht mehr für den Vorsitz kandidierte, wurde sein Ziehsohn Holznagel 2012 zum Präsidenten des Steuerzahlerbundes gewählt. Dabei erhielt er nur 65 Prozent der Stimmen, obwohl es keinen Gegenkandidaten gab.
Unter Holznagel benannte der Bund der Steuerzahler im Jahre 2013 aufgrund der nationalsozialistischen Vergangenheit des Namensgebers Karl Bräuer sein Forschungsinstitut von Karl-Bräuer-Institut in „Deutsches Steuerzahler-Institut“ um und schaffte den Karl-Bräuer-Preis ab. Bisherige Preisträger erhalten eine Urkunde, in der Karl Bräuer (Mitgründer und Präsident des Steuerzahlerbundes 1950–1961) nicht mehr vorkommt.
Daneben war Holznagel 2004 bis 2005 Lehrbeauftragter am Bereich Polizei der Fachhochschule für öffentliche Verwaltung in Güstrow. Von 2005 bis 2012 war er Chefredakteur der Zeitschrift Der Steuerzahler. Durch seine Tätigkeit ist er regelmäßig in der Fernsehshow Mario Barth deckt auf! zu sehen, wo er gemeinsam mit dem Komiker Mario Barth einen Kostenplan über die angebliche Steuerverschwendung in Deutschland aufstellt.